# Lazce (Troubelice)
Lazce (deutsch Deutschlosen) ist ein Ortsteil der Gemeinde Troubelice in Tschechien. Er liegt drei Kilometer nördlich von Uničov und gehört zum Okres Olomouc.

## Geographie
Lazce befindet sich am östlichen Fuße der Úsovská vrchovina (Ausseer Hügelland) am linken Ufer der Selka in der Obermährischen Senke (Hornomoravský úval). Nördlich erheben sich die Padělky (264 m) und im Westen der Vystříbro (Silberberg, 289 m). Im Westen verläuft die Bahnstrecke Šternberk–Lichkov. Gegen Nordosten befindet sich der Teich Šumvaldský rybník.
Nachbarorte sind Hradečná und Hradec im Norden, Šumvald, Plinkout und Plíškův Mlýn im Nordosten, Dlouhá Loučka, Valcha, Horní Sukolom und Nová Dědina im Osten, Dolní Sukolom im Südosten, Uničov im Süden, Benkov und Medlov im Südwesten, Zadní Újezd und Dědinka im Westen sowie Pískov und Troubelice im Nordwesten.

## Geschichte
Zum Ende des 13. Jahrhunderts wurde an der Stelle des Dorfes durch das Lehngut Troubelice ein Gutshof angelegt, um den sich später ein Dorf bildete. Die erste schriftliche Erwähnung des zur Herrschaft Úsov gehörigen Dorfes Lazem erfolgte 1343. Im Jahre 1371 wurde der Ort als Lazy Minor bezeichnet. Ein Teil von Lazzcowi, die herrschaftliche Seite wurde 1384 nach Šumvald untertänig. Ab 1457 wurde der Ort als Lazy, ab 1463 als Lazce, ab 1547 als Lastcze auch Benátky und ab 1564 als Lascze bezeichnet. 1539 erbte Ulrich Mladenecz von Miliczin die Dörfer Mährisch Liebe und Lazce. Der Šumvalder Anteil gelangte 1557 ebenfalls an die Herrschaft Úsov. Während des Dreißigjährigen Krieges wurde das Dorf 1624 von plündernden und mordenden polnischen Söldnern heimgesucht. In den letzten Kriegsjahren besetzten die Schweden die Gegend, sie hielten sich auch nach dem Westfälischen Frieden noch in Mährisch Neustadt fest und zogen erst am 8. Juli 1650 ab. Infolgedessen verödete der Landstrich und Lascze gehörte zu den am stärksten von den Kriegsfolgen betroffenen Orten der Herrschaft. Die Wiederbesiedlung der wüsten Gehöfte erfolgte durch deutsche Siedler aus dem Bergland. Die Matriken wurden seit 1650 in Medlov geführt. Ab 1676 wurde das Dorf unter dem deutschen Namen Deutschlosen bzw. Teutschloosen geführt. Weitere Namensformen waren Teutschladen (1692) und Teuto Lozna (1771). Im Jahre 1784 bestand Lacsze/Deutschlosen aus 38 Häusern in den 249 Menschen lebten. Bis zur Mitte des 19. Jahrhunderts blieb das Dorf immer nach Aussee untertänig.
Nach der Aufhebung der Patrimonialherrschaften bildete Německé Losy/Deutschloosen ab 1850 eine Gemeinde in der Bezirkshauptmannschaft Littau und dem Gerichtsbezirk Mährisch Neustadt. 1855 wurde der Ort dem Bezirk Mährisch Neustadt und ab 1868 wieder dem Bezirk Littau zugeordnet. Zwischen 1871 und 1873 entstand die Eisenbahn von Olmütz nach Mährisch Schönberg. Ab 1872 wurde als tschechischer Gemeindename Německé Lasky und später alternativ Lasce verwendet, seit 1880 ist die Namensform Lazce gebräuchlich. Im Jahre 1909 wurde die Gemeinde dem Bezirk Sternberg zugeordnet. Im Jahre 1930 lebten in dem zur tschechischen Sprachinsel bei Mährisch Neustadt gelegenen Dorf 341 Menschen, davon waren 307 Tschechen und 34 Deutsche.
Nach dem Münchner Abkommen wurde Deutschlosen am 10. Oktober 1938 an das Deutsche Reich angegliedert und gehörte bis 1945 zum Landkreis Sternberg. Im Jahre 1939 hatte die Gemeinde 313 Einwohner. Am 6. Mai 1945 nahm die Rote Armee den Ort ein. Nach Kriegsende kam Lazce wieder zur Tschechoslowakei zurück und die deutsche Minderheit wurde 1946 vertrieben.
1949 wurde Lazce dem Gerichtsbezirk Šternberk zugeordnet. Im Zuge der Gebietsreform von 1960 kam der Ort nach der Auflösung des Okres Šternberk zum Okres Olomouc und wurde zugleich nach Troubelice eingemeindet. Im Jahre 1991 wurden in Lazce 213 Einwohner gezählt. Beim Zensus von 2001 lebten in den 73 Häusern des Dorfes 216 Personen.

## Sehenswürdigkeiten
- Kirche St. Marien auf dem Dorfanger
- Statue der Jungfrau Maria

## Söhne und Töchter des Ortes
- Kuneš Sonntag (1878–1931), tschechischer Politiker und Minister